# Риземан, Оскар (юрист)
Оскар Артур фон Риземанн (нем. Oscar Arthur von Riesemann; 15 [27] августа 1833, Ревель – 15 [27] июля 1880, Ревель) — эстонский юрист и политик, мэр Ревеля (1877–1878).

## Биография
Родился в Ревеле 15 (27) августа 1833 года во втором браке государственного прокурора Эстляндской губернии Генриха Кристофа фон Риземанна (1767–1839), предки которого переехали в Ревель из Любека во второй половине XVII века. Мать, Хелена Барбара (урожденная Бистром), была шведкой родом из Финляндии. Отец помимо должности прокурора был ведущей фигурой в губернской законодательной комиссии с 1818 по 1834 год, а также одним из основателей Таллинского саксонского театра в 1795 году и впоследствии одним из его директоров; выслужил российское дворянство.
Оскар учился в Ревельской соборной школе; затем, в 1851–1854 годах — в Дерптском университете, который окончил кандидатом юридических наук. Во время учебы в университете он был активным членом Корпорации Эстония. В университете также раскрылся большой музыкальный талант Риземана, организовавшего здесь певческий хор.
Продолжил образование за границей, совместив его с сопровождением больной сестры, что привело к длительному пребыванию в Германии, Швейцарии и Италии. Щедро одарённый музыкальными дарованиями, он под руководством Мантиуса развил свой великолепный баритон до такого художественного совершенства, что казалось сомнительным, не упустил ли он своего истинного призвания, не посвятив себя полностью музыке, что отмечал его близкий друг и понимающий поклонник его пения Ф. Шпитта, в некрологе, опубликованном в 28-м томе «Baltische Monatsschrift». Однако соблазн блестящей музыкальной карьеры оказался неспособным заглушить мощное влечение к родине и горячее желание служить ей и в 1856 году он вернулся Ревель и в 1858 году поступил на государственную службу чиновником Эстляндского губернского правительства.
В 1862 году Риземанн начал службу в качестве помощника главного секретаря ратуши; в 1864 году он стал членом Ревельского городского совета (думы) и занял должность синдика, с принятием которой стал все более и более заметным во внутриполитических событиях, став одним из политически важных личностей страны. Он был привлечён тогдашним прибалтийским генерал-губернатором графом Шуваловым к работе в особых комиссиях по окончательному редактированию документов намечавшихся реформ. Вместе с тем предметом его постоянных усилий и забот оставались и нужды родного города. Он начал с городского бюджета, введя полную унификацию налогов и казны. Будучи президентом городского школьного совета, он неутомимо на протяжении всего своего пребывания в должности расширял и улучшал существующие школы, а также создавал новые. Поскольку торговля Ревеля всё больше процветала после открытия Балтийской железной дороги в Санкт-Петербург в 1870 году, расширение порта и его соединение с железной дорогой, в соответствии с потребностями времени, стали заботой Риземана на многие годы. Он также участвовал в создании городского сберегательно-кредитного общества (1871) и Ипотечного банка, а также его содиректором с 1874 по 1878 год. Среди наиболее важных задач, которые были выполнены с его существенным вкладом были, прежде всего, регулирование провинциальных земельных налогов и реорганизация и интеграция так называемых провинциальных обязательств (военных, квартирных, тюремных) в систему общих имперских. Заметную роль он сыграл во время голода в 1867–1869 годах, когда возглавлял Эстонский комитет чрезвычайной помощи. 
Любовь к музыке, однако, осталась его верным спутником: его вокальные выступления проходили не только в узких кругах его музыкальных друзей, но и на более крупных музыкальных мероприятиях. Оскар Риземан был главным организатором крупных музыкальных праздников, таких как праздник Бетховена (1870) и 25-я годовщина Таллиннского немецкого мужского певческого общества (1874); был председателем комитета великолепного 3-го Балтийско-немецкого песенного фестиваля, который состоялся в Ревеле 4–8 июля 1866 года. Он основал музыкальное общество, задачей которого было исполнение крупных музыкальных произведений для смешанного хора и оркестра и до конца своей жизни был душой этого общества. В 1860-х годах он также выступал в качестве цензора и музыкального критика в немецкоязычном журнале Revalsche Zeitung, первой политической газете Эстонии, одним из редакторов которой был Т. В. Грайффенхаген.
Он неоднократно читал лекции на юридические темы в Эстонском литературном обществе, членом которого состоял. Лучшие из них были опубликованы: «Убийство типографа Лакнера» (Neuer Pitaval, т. IX, вып. 1, Лейпциг, 1874); «О судах присяжных и народных заседателях в отношении новой судебной системы» (Baltic Monthly, т. XXII); «Отправление уголовного правосудия в Ревеле в начале XVII века» (Baltic Monthly, т. XXII, вып. 3); «Ведьмы и колдуны в Ревеле, 1615–1618 гг.» (Contributions to the History of Liv-, Ehst-, and Courland. 1877, Issue 3). Риземан также опубликовал автобиографию певицы Мары в «Allgemeine Musikalische Zeitung» (1875. — №№ 26–36) вместе с соответствующими пояснениями, а также её завещание в приложениях того же журнала — эти материалы представляют собой ценный источник музыкальной истории XVIII века.
В 1875 году у него развилось нервное расстройство столь серьёзного характера, что он был вынужден уйти в отставку. Затем занялся юридической практикой до конца своей жизни — с перерывом в несколько месяцев, когда был призван к государственным делам. В 1877 году была создана должность мэра и Ревельский городской совет 22 декабря избрал на эту должность 53 голосами из 66 Оскара Риземана. Однако срок его полномочий оказался коротким: в ночь на 28 марта 1878 года озеро Юлемисте вышло из берегов и затопило большую территорию. Мэр, у которого случился нервный срыв из-за этого инцидента, не явился на заседание городского правительства 30 марта и 3 апреля подал заявление об отставке с должности.
После ухода с должности некоторое время жил за границей. Умер от непродолжительной тяжёлой болезни в возрасте 46 лет 15 (27) июля 1880 года в Ревеле.

## Семья
В январе 1859 года женился на Марии Амалии Фридерике Паульсен, дочери пастора общины Амбла Александра Леопольда Паульсена. Их дети:
- Артур (?—1915)
- Оскар (1880—1934)